# Casta fuit, domum servavit, lanam fecit
Casta fuit, domum servavit, lanam fecit (lett. "Fu casta, servì la casa e fece la lana") è una locuzione latina che indica una donna dal comportamento irreprensibile, secondo i canoni dell'epoca, per cui la sua coscienza è assolutamente a posto.